# مونته‌سودو
مونته‌سودو (به ایتالیایی: Montescudo) یک کومونه در ایتالیا است که در استان ریمینی واقع شده‌است. مونته‌سودو ۱۹٫۹ کیلومترمربع مساحت و ۲٬۸۴۱ نفر جمعیت دارد و ۳۸۶ متر بالاتر از سطح دریا واقع شده.